# Edem Kodjo
Edem Kodjo, właśc. Édouard Kodjovi Kodjo (ur. 23 maja 1938 w Sokodé, zm. 11 kwietnia 2020 w Neuilly-sur-Seine) – togijski polityk i dyplomata. W latach 1994–1996 i 2005–2006 premier Togo.

## Życiorys
Kodjo urodził się w Sokodé w prefekturze Tchouadjo w Togo. Sprawował funkcję ministra finansów od 1973 do 1976 oraz ministra spraw zagranicznych Togo od 1976 do 1978 w rządzie prezydenta Gnassingbégo Eyadémy. Od 1978 do 1983 pełnił funkcję Sekretarza Generalnego Organizacji Jedności Afrykańskiej.
W 1985 we Francji opublikował książkę Africa Tomorrow (Afryka Jutra), która została później również przetłumaczona na język angielski i wydana w Stanach Zjednoczonych w 1987.
Na początku lat 90., Kodjo zerwał stosunki z prezydentem Eyademą i zapoczątkował nową politykę, zakładając partię Togijską Unię dla Demokracji. Wraz z innymi liderami opozycji, Kodjo naciskał Eyademę, by ten przeprowadził wolne i uczciwe wybory w 1994 roku. W wyborach tych partie opozycyjne przejęły kontrolę nad parlamentem Toga, a Eyadema zaproponował Kodjo utworzenia gabinetu. Funkcję premiera sprawował od 23 kwietnia 1994 do 20 sierpnia 1996.
Po zwycięstwie w wyborach prezydenckie w Togo w 2005 roku syna i następcy zmarłego prezydenta Eyadamy – Faure’a Gnassingbégo, Kodjo został ponownie mianowany premierem 8 czerwca 2005 roku, zastępując na tym stanowisku Koffiego Samę.